# Jeffrey Smart
Jeffrey Smart (Adelaide, 26 luglio 1921 – Montevarchi, 20 giugno 2013) è stato un pittore australiano, noto per le sue pitture moderniste di paesaggi urbani.

## Biografia
Smart nacque ad Adelaide nel 1921. Il suo primo obiettivo era diventare architetto, invece divenne insegnante d'arte dopo aver studiato all'Adelaide Teacher's College e alla South Australian School of Art and Crafts. Smart insegnò arte nelle scuole per il South Australian Education Department dal 1942 al 1947. Durante questo periodo riconobbe anche la sua omosessualità.
Più tardi studiò a Parigi con Fernand Léger come pure a La Grande Chaumiere. Cominciò a fare frequenti esibizioni nel 1957. Nel 1965 si trasferì in Italia e nel 1971 comprò una casa, a Posticcia Nuova, vicino ad Arezzo, dove ha risieduto fino alla morte, avvenuta nel 2013 all'età di 91 anni.
La sua autobiografia, Not Quite Straight (un gioco di parole che si può tradurre sia come "Non del tutto giusto" sia come "Niente affatto eterosessuale"), fu pubblicata nel 1996. Un'importante retrospettiva dei suoi lavori viaggiò attraverso le gallerie d'arte australiane dal 1999.

## Mostre (selezione)
The Jeffrey Smart Retrospective Exhibitioncuratore Edmund Capon : 27 Agosto 1999 – 6 Agosto 2000
- Art Gallery of New South Wales, 27 Agosto 1999 – 31 Ottobre 1999
- Art Gallery of South Australia, 26 Novembre 1999 – 6 Febbraio 2000
- Queensland Art Gallery, 10 Marzo 2000 – 21 Maggio 2000
- Museum of Modern Art a Heide, 10 Giugno 2000 – 6 Agosto 2000

Master of StillnessJeffrey Smart paintings 1940–2011 : curatore Barry Pearce
12 Ottobre 2012 – 14 Dicembre 2012
- Samstag Museum (UniSA City West campus) – paintings from the period 1951 – 2011

10 Ottobre 2012 – end Febbraio 2013
- Carrick Hill – paintings and drawings from the period 1940 – 1951 (the period Smart lived and worked in Adelaide).

21 Dicembre 2012 – 31 Marzo 2013
- TarraWarra Museum of Art

Molte opere di Smart fanno parte di collectioni private. Tuttavia, le sue opere sono presenti anche in numerose collezioni pubbliche, quali:
- Carlo Boatti Collection, Milan, Italy
- De Beers Collection of Contemporary Art, London, UK
- Metropolitan Museum of Art, New York, USA
- Thyssen-Bornemisza Collection, Lugano, Switzerland
- Yale University, New Haven, USA
- Australian Art Galleries:
  - ACT: National Gallery of Australia
  - NSW: AGNSW, New England, Newcastle
  - SA: AGSA
  - WA: AGWA
  - Vic: Melbourne Arts Centre, Ballarat, Benella, Bendigo, Castlemaine, National Gallery of Victoria, TarraWarra, Warnambool
  - NT: M&AGNT
  - Qld: QAG, Rockhampton
  - Tas: TasM&AG
- Australian Universities: ANU, Melbourne, Queensland, UniSA, Sydney